# Paratomapoderus nigrovittatus
Paratomapoderus nigrovittatus es una especie de coleóptero de la familia Attelabidae.

## Distribución geográfica
Habita en el Congo y República Democrática del Congo.